# Lorenzo Zambrano
Pour les articles homonymes, voir Zambrano.
Lorenzo Hormisdas Zambrano Treviño (né le 27 mars 1944 à Monterrey, mort le 12 mai 2014 à Madrid) est un chef d'entreprise mexicain. Il était le président directeur général (CEO) de CEMEX, une des plus grandes entreprises de production de ciment au monde. 

## Biographie
Lorenzo Zambrano est né à Monterrey, Nuevo León dans une famille de l'élite mexicaine. Lorenzo Zambrano est un ancien élève ingénieur en mécanique de l'Instituto Tecnológico y de Estudios Superiores de Monterrey en 1966. Il a obtenu un MBA du Stanford Graduate School of Business, en 1968. 
Il a rejoint CEMEX en 1968, une société productrice de ciment fondé par son grand-père en 1906. En 1985, il devient son directeur général. Il est membre du conseil d'administration d'IBM, des conseils consultatifs internationaux de Citigroup et Allianz, et des conseils d'administration de Fomento Económico Mexicano, de la société de construction ICA, Alfa, Grupo Financiero Banamex, du fabricant de verre Vitro, du groupe Televisa, de Monterrey Institute of Technology and Higher Education, et du Museum of Contemporary Art de Monterrey. Jusqu'à 2005, il était un membre du conseil du président de Daimler Chrysler AG, et jusqu'à janvier 2006, il faisait partie du Stanford University's Graduate School of Business Advisory Council.
Zambrano et sa famille occupaient le rang n° 428 dans la liste de 2005 du Forbes (magazine) World's Richest People avec une fortune estimée à 1,8 milliard de dollars.